# Zui hao de shi guang
Zui hao de shi guang (xinès: 最好的時光; Zuìhǎo de shíguāng; lit. 'el millor dels temps'), comercialitzada com a Three Times, és un una pel·lícula francotaiwanesa de l'any 2005 i dirigida Hou Hsiao-Hsien. Es desenvolupa en tres episodis diferents però protagonitzada per la mateixa parella d'actors (Shu Qi i Shang Chen).
La pel·lícula va ser nominada a la Palma d'Or al 58è Festival Internacional de Cinema de Canes, va guanyar el Golden Apricot a la millor pel·lícula al Festival Internacional de Cinema d'Erevan de 2006, i va rebre crítiques positives. El 2017 The New York Times la va classificar com una de les 25 millors pel·lícules del segle xxi. Ha estat elogiada pels seus temes d'actualitat de comunicació, romanç i relacions, i cadascun d'ells està vinculat simbòlicament a l'època en què té lloc.

## Argument
Es desenvolupen tres històries diferents.
En “Un temps per l'amor” l'acció transcorre l'any 1966. Chen, en una sala de billar coneix May que és una noia que treballa en el local. Els dos juguen al billar. Ell ha de complir el servei militar i quan torna de permís, però ella s'havia traslladat a un altre lloc, però ell la buscarà fins a trobar-la.
En “Un temps per la llibertat”. En l'any 1911, una noia cortesana que un jove deixa embarassada, però, llavors, aquest vol convertir-la en la seva segona esposa. El seu pare negocia amb la Madame, però aquesta demana un preu elevat. En assabentar-se un altre client, malgrat estar en contra el costum del concubinatge, paga la diferència (considerant que és el millor per a la futura mare). Finalment, aquest darrer va al Japó per a col·laborar amb un destacat revolucionari nacionalista xinès.
En “Un temps per la joventut”, durant l’any 2005, Jing, una cantant de Taipei, pateix epilèpsia i s'està quedant cega d'un ull. Manté una relació amorosa amb Shen que és fotògraf (que la seva promesa ignora).

## Repartiment
- Shu Qi: May (1966) / la cortesana (1911) /Jing (2005)
- Chang Chen: Chen (1966) / Mr. Chang (1911) / Zhen (2005)
- Fang Mei: anciana
- Shu-Chen Liao: Madam / la mare de Jing (2005)
- Mei Di	: la mare de May (1966) / Madam
- Shi-Shan Chen: Haruko (1966) / Ah Mei (1911)
- Lee Pei-Hsuan: l'hostessa / Micky
- Ko Yu-Luen

## Taquilla i distribució
Three Times es va estrenar als Estats Units el 26 d'abril de 2006, i va ser només la segona de les pel·lícules de Hou a rebre distribució teatral als EUA (la primera va ser Qiānxī Mànbō). En el seu primer cap de setmana en tres pantalles, va recaptar 14.197 dòlars (4.732 dòlars per pantalla). Sense exhibir-se a més de cinc teatres en cap moment durant la seva carrera teatral, finalment va recaptar 151.922 dòlars.
La pel·lícula va ser llançada en un DVD de la regió 1 als Estats Units per IFC Films el 2006. També està disponible en digital per llogar i comprar a Amazon Prime Video.

## Premis i nominacions
- 58è Festival Internacional de Cinema de Canes
  - Nominada: Palme d'Or[3]
- 2005 Premis de Cinema Golden Horse
  - Guanyador: Millor pel·lícula taiwanesa de l'any
  - Guanyador: Millor actriu (Shu Qi)
  - Guanyador: Millor cineasta taiwanès (Hou Hsiao-hsien)
  - Nominat: Millor actor (Chang Chen)
  - Nominada: Millor direcció d'art
  - Nominada: Millor fotografia
  - Nominat: Millor director
  - Nominada: Millor muntatge
  - Nominada: Millor maquillatge i vestuari
  - Nominada: Millor pel·lícula
  - Nominada: Millor guió original
- 2005 Premis de Cinema de Hong Kong
  - Nominada: Millor pel·lícula asiàtica (Taiwan)
- 2006 Festival Internacional de Cinema d'Erevan
  - Guanyador: Golden Albercot - Millor pel·lícula